# Grammitis pygmaea
Grammitis pygmaea är en stensöteväxtart som först beskrevs av Georg Heinrich Mettenius och Oskar Kuhn, och fick sitt nu gällande namn av Edwin Bingham Copeland. Grammitis pygmaea ingår i släktet Grammitis och familjen Polypodiaceae. Inga underarter finns listade.